# Yosra
Pour plus de détails, voir Fiche technique et Distribution.
Yosra est un film tunisien réalisé par Rachid Ferchiou, sorti en 1972.
Premier long métrage de Rachid Ferchiou, son scénario est co-écrit avec Habib Boularès,.
Tourné en français et joué principalement par des acteurs français, le film « est le récit de Sadri, jeune peintre qui, abandonnant sa femme Lisa, vit, à Hammamet où il se réfugie, une nouvelle histoire d'amour avec une créature étrange qui sort des eaux ».

## Distribution
- Ewa Swann
- Richard Leduc
- Moheddine Mhrad